# Erich Joey Pflüger
Erich Joey Pflüger (* 26. Mai 1936 in Ingolstadt; † 2. Juli 2010 bei Ingolstadt) bisweilen auch als Eric Joey Pflüger, Erik Joey Pflüger oder Joey Pflüger geführt, war ein deutscher Volksschauspieler, Operettensänger und Regisseur.

## Leben
Pflüger begann zunächst ein Maschinenbaustudium und nahm nebenher Tanz- und Schauspielunterricht. Schließlich verlagerte er seinen beruflichen Schwerpunkt ganz auf die Darstellenden Künste;  er besuchte und studierte Theaterwissenschaften an der Freien Universität Berlin. Sein erstes Bühnenengagement, als Tänzer, erhielt er in Pforzheim; später wurde er an das Gärtnerplatz-Theater in München engagiert, war mehrere Jahre ein beliebter Operetten-Buffo in Nürnberg, übernahm Gastrollen am Theater des Westens in Berlin sowie spielte und inszenierte in St. Pölten, in Baden bei Wien; er trat auch bei den Wiener Festwochen auf und wirkte in Fernseh-Produktionen des ORF mit.  In seiner mehrere Jahrzehnte umspannenden Theaterkarriere spielte er viele klassische Rollen, wie den Gabriel Eisenstein in der Fledermaus, Danilo in Die lustige Witwe, Professor Higgins in My Fair Lady oder Petruccio in Kiss me Kate. Er spielte und inszenierte etwa 120 Theaterstücke und Operetten.
Seit 1990 war Pflüger Mitglied im Ensemble des Chiemgauer Volkstheaters, wo er in über 30 Bühnenproduktionen mitwirkte. Durch zahlreiche Fernsehaufzeichnungen erreichte Pflüger mit diesen Darstellungen auch ein bundesweites Publikum. Daneben spielte er beispielsweise in Oswalt Kolles Aufklärungsfilmen Dein Kind, das unbekannte Wesen und Liebe als Gesellschaftsspiel.

## Filmografie (Auswahl)
Chiemgauer Volkstheater
- 1994: Thea Witt macht nicht mit – als Herr Hanisch
- 1995: Die fünf Karnickel – als Opa Klopps
- 1995: Die silberne Haarnadel – als Oskar, Amtsrichter
- 1995: Der Witwentröster – als Wastl
- 1995: Fahr ma euer Gnaden – als Dr. Haudenrieth, Stadtrat
- 1995: Die wilde Hilde – als Theobald Kümmerling
- 1995: Der Millibankerl-Krieg – als Gast
- 1996: Krach um Jolanthe – als Wachtmeister
- 1996: Frau Sonnenschein – als Stefan Preis
- 1997: Starker Tobak – als Tierarzt
- 1997: Warmes Herz und kalte Güsse – als Xaver Bachleitner
- 1997: Liebe macht blind – als Hannes Steffen, Bauer und Bürgermeister
- 1997: Die Keuschheitskonkurrenz – als Ponkraz, Major
- 1998: A lästiger Bettgesell – als Pfarrer Butzer
- 1998: Renn Oma, renn! – als Eduard Neureich
- 1998: Das fünfte Gebot – als Wengenroth, Jäger
- 1998: Die Power-Paula – als Gerd Wiesbeck, Immobilienmakler
- 1998: Und oben wohnen Engel – als Hans Dürr, Mieter im gleichen Haus
- 1998: Die drei Dorfheiligen – als Quirin Riedlechner
- 1998: Die Probenacht – als Knorpel
- 1999: Streit übern Zaun – als Gustav Engerling
- 1999: Das verkaufte Dorf – als Gottlieb Regensburger, Fabrikant
- 1999: Der blaue Heinrich – als Heinrich, Graf von Rabenstein-Schwindeck
- 1999: Die Millionenoma – als Pater Oswald
- 2000: Nix wia Müll – als Bertl
- 2000: Der Musikantensimmerl – als Feistl, Wirt
- 2000: Die Gangsterfalle – als Johnny Taylor
- 2000: Der Entenkrieg – als Pfarrer Wenzel
- 2001: Das Schwindeltrio – als Anton Lederer, Geschäftsmann
- 2001: Der Spritzbrunnen – als Rehbeck, Regierungsrat
- 2001: Die Apolloniaglocke – als Pfarrer Emmeram
- 2001: Der Gendarmenmuckl – als Schorsch Bachmoser
- 2002: Anglerglück am Campingplatz – als Erich Sterzl
- 2003: Zehn kleine Spießerlein – als Theo Semmlinger
- 2003: Das sündige Dorf – als Vogelhuber, Bauer
- 2004: Sommernacht im Grandhotel – als Joschi, Musikant
- 2004: Maximilian, jetzt bist du dran – als Rigobert Beielkurreiter, Regierungsrat
- 2004: Die vier Unnahbaren – als Beni Huber, Bürgermeister
- 2005: Wia grad der Wind geht – als Theo Hollrieder
- 2005: Ein Sack voll Flöhe – als Aldo Cassatti
- 2006: Ein ganz geheimes Staatsgeheimnis – als Pfarrer
- 2006: I versteh bloss Bahnhof – als Pfarrer
- 2006: D'Winslbacher Würschtl-Wally – als Ambros Wimpflinger, Metzgermeister
- 2006: Fünfzig Minuten Verspätung  – als Otto Schöffler
- 2007: Die Vorstadt-Diva – als Sepp Wurzinger, Hausbesitzer
- 2007: Hochzeit auf Raten – als Eugen Beierl
- 2008: Der König von Hohenmoos – als Sepp Andechs, Bürgermeister
- 2009: Italienische Zuständ – als Eberhard Pfeifer, Gast
- 2009: Süßer die Glocken – als Eugen
- 2009: Der Vatertagsausflug – als Hochwürden Leibl
- 2010: Explosive Landwirtschaft – als Mirek, polnischer Erntehelfer

Chiemgauer Volkstheater – Inszenierung
- 1994: Thea Witt macht nicht mit
- 1995: Die silberne Haarnadel
- 1995: Der Witwentröster
- 1995: Fahr ma euer Gnaden
- 1995: Der Millibankerl-Krieg